# Wohlfahrtia magnifica
Wohlfahrtia magnifica is een vliegensoort uit de familie van de dambordvliegen (Sarcophagidae). De wetenschappelijke naam van de soort is voor het eerst geldig gepubliceerd in 1862 door Ignaz Rudolph Schiner.
De maden van S. magnifica veroorzaken traumatische myiasis bij vee, pluimvee en soms bij mensen. Schapen zijn het meest gevoelig. Vrouwelijke vliegen leggen eitjes in lichaamsopeningen (mond, oren, neus, of genitaliën) of in open wonden.  S. magnifica en de daaraan verbonden infecties komen vooral voor in centraal en oost-Europa, het Middellandse Zeebekken en klein-Azië.